# Zétrud-Lumay
Zétrud-Lumay (en néerlandais Zittert-Lummen, en wallon Séntru) est un village de la vallée de la Grande Gette, au nord de la ville (et commune) de Jodoigne à laquelle il est administrativement rattaché, en Brabant wallon (Belgique). Il est le dernier village du Brabant wallon sur la route qui va de Jodoigne à Tirlemont. C'était une commune à part entière avant la fusion des communes de 1977.
À l'origine, Outgaarden faisait partie de la commune de Zétrud-Lumay, par loi du 26 juillet 1922 elle fut établie comme commune à part entière.

## Géographie

### Chemins et sentiers
Il y a sur le territoire des anciennes communes de Zétrud-Lumay et Outgaarden un total estimé de 53 kilomètres de chemins et sentiers. Tous ces 83 chemins ont été cartographiés : 31 km sont en bon état, 5 km sont difficiles (envahis par ronces et orties), 14 km au statut inconnu et 1 km supprimés,.

## Démographie
- Sources:INS, Rem:1831 jusqu'en 1970=recensements, 1976= nombre d'habitants au 31 décembre
- 1930: Scission de Outgaarden en 1922

## Patrimoine et culture

### Patrimoine architectural
- L’église Saint-Barthélemy, dont le clocher est de style roman, est classée au patrimoine des monuments historiques.

- La chapelle Notre-Dame de Bon Secours, construite au XVIIe siècle se trouve isolée dans la campagne, à la sortie septentrionale du village.

- Le château de Zétrud, un manoir construit en 1842 se trouve immédiatement à côté de l'église.
- Un moulin à eau sur la Grande Gette.
- L'ancienne Gare de Zétrud-Lumay sur la ligne de chemin de fer Namur-Tirlemont (ligne 142), ligne aujourd'hui aménagée en chemin RAVeL (RAVeL 2).

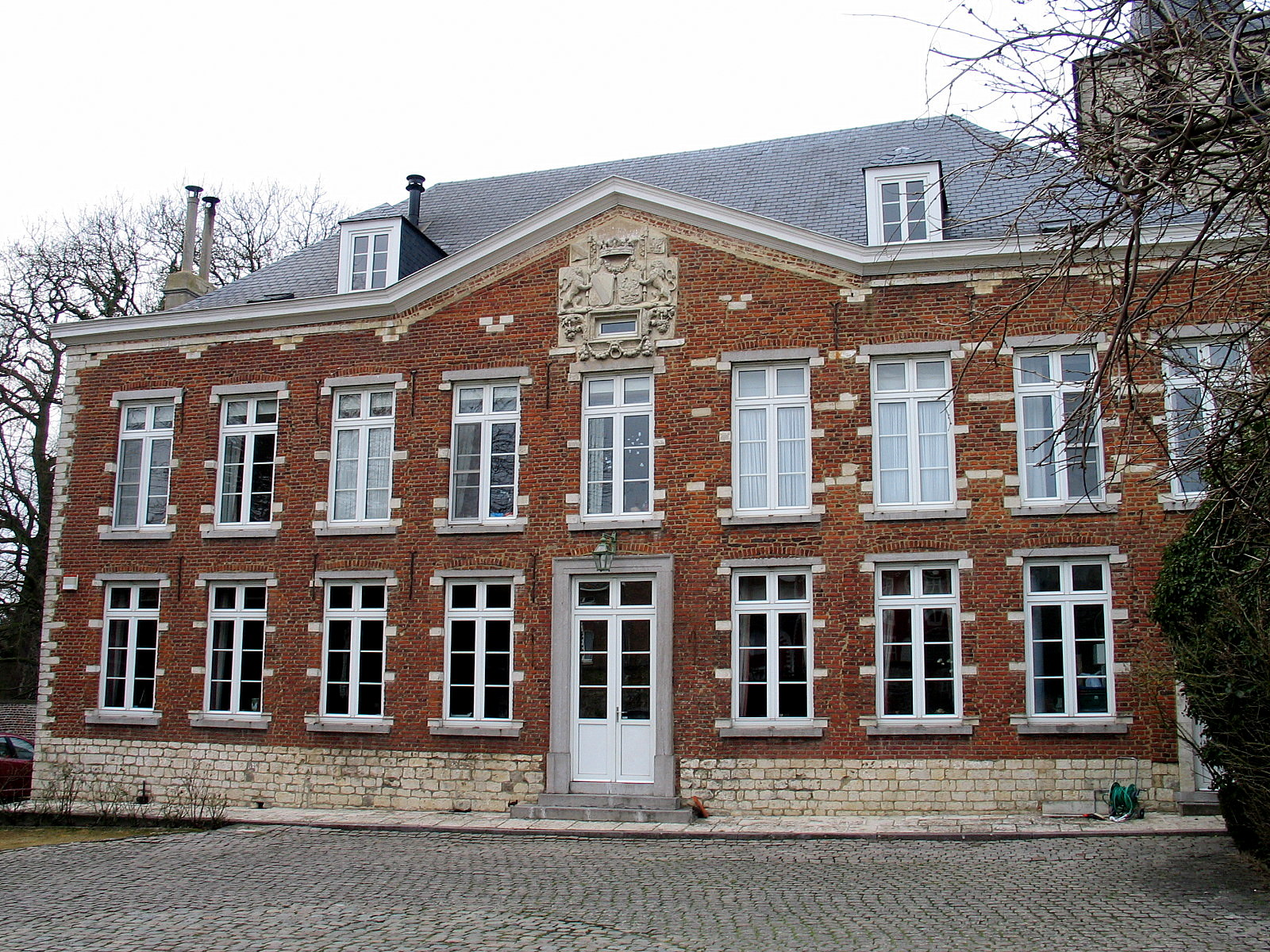
Château de Zétrud.
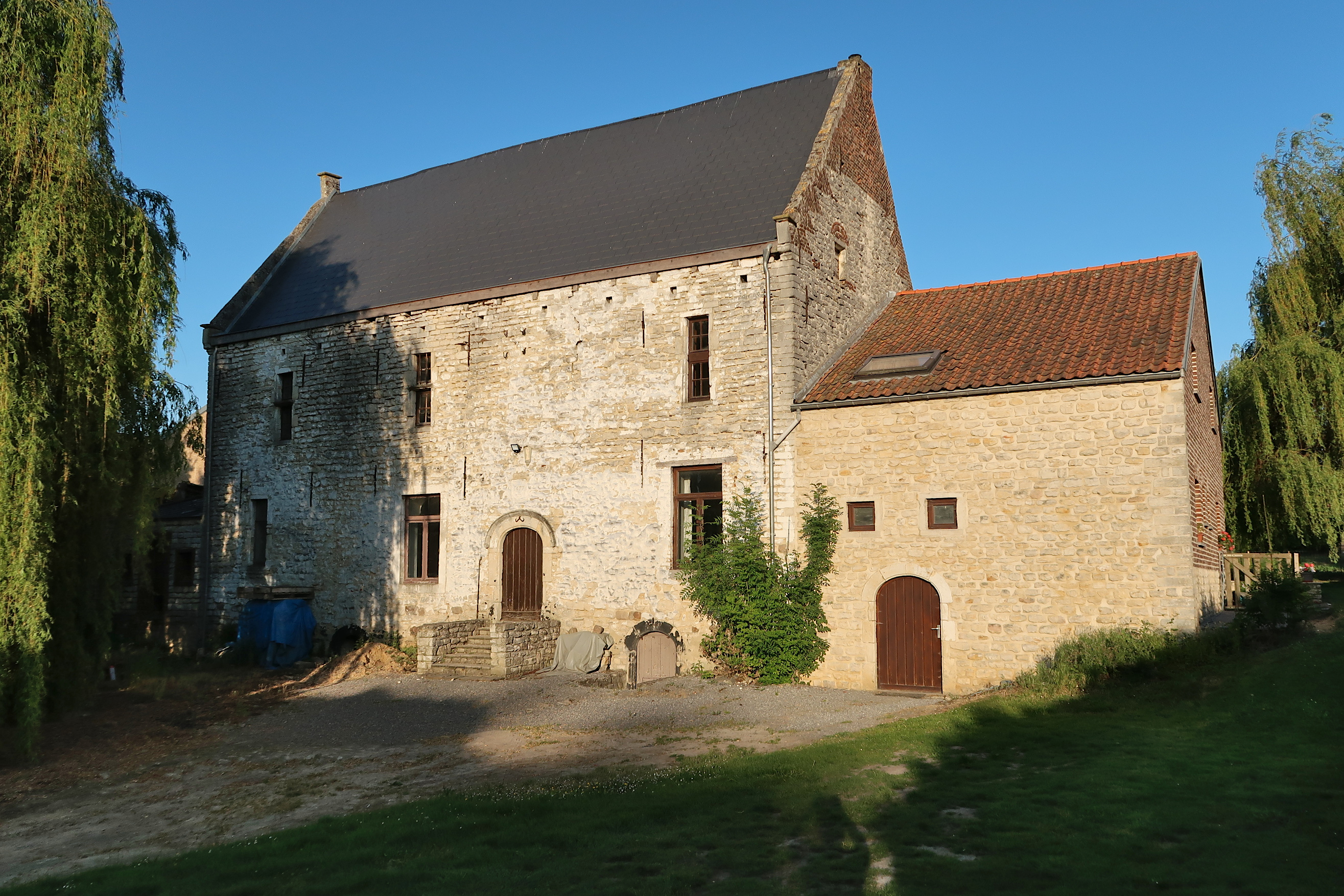
Logis de 1677.
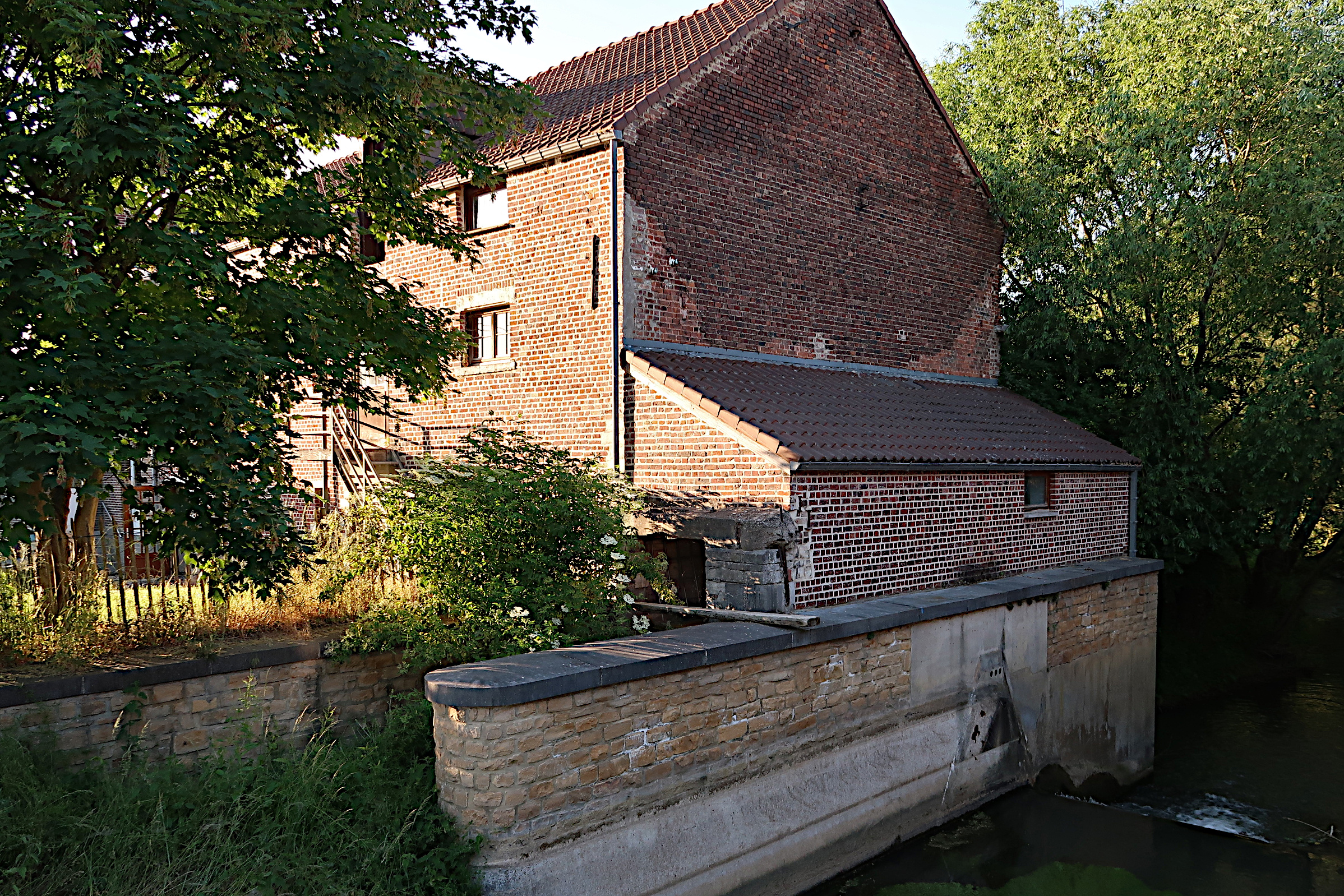
Moulin de Lumay.
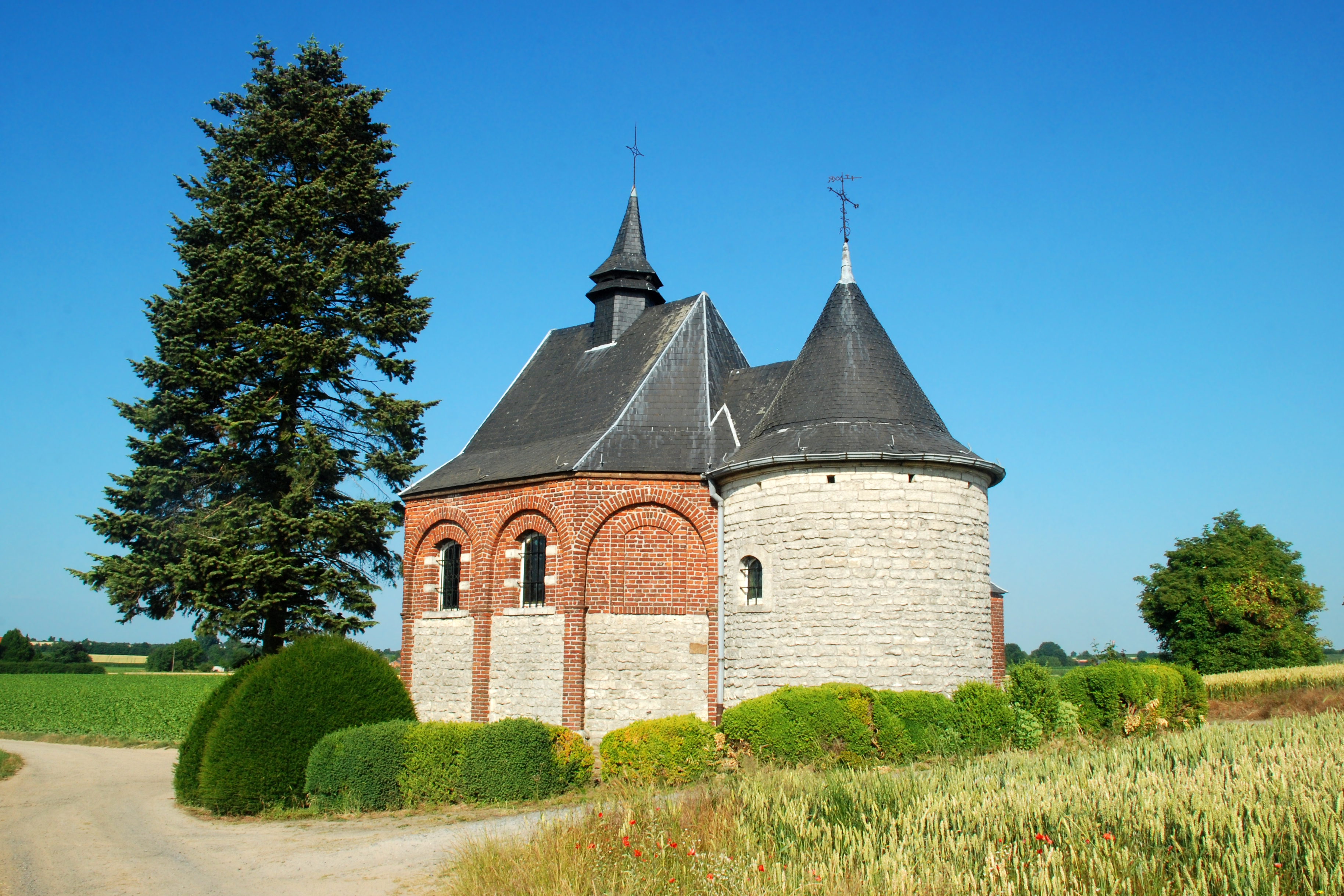
Chapelle Notre-Dame de Bon Secours.
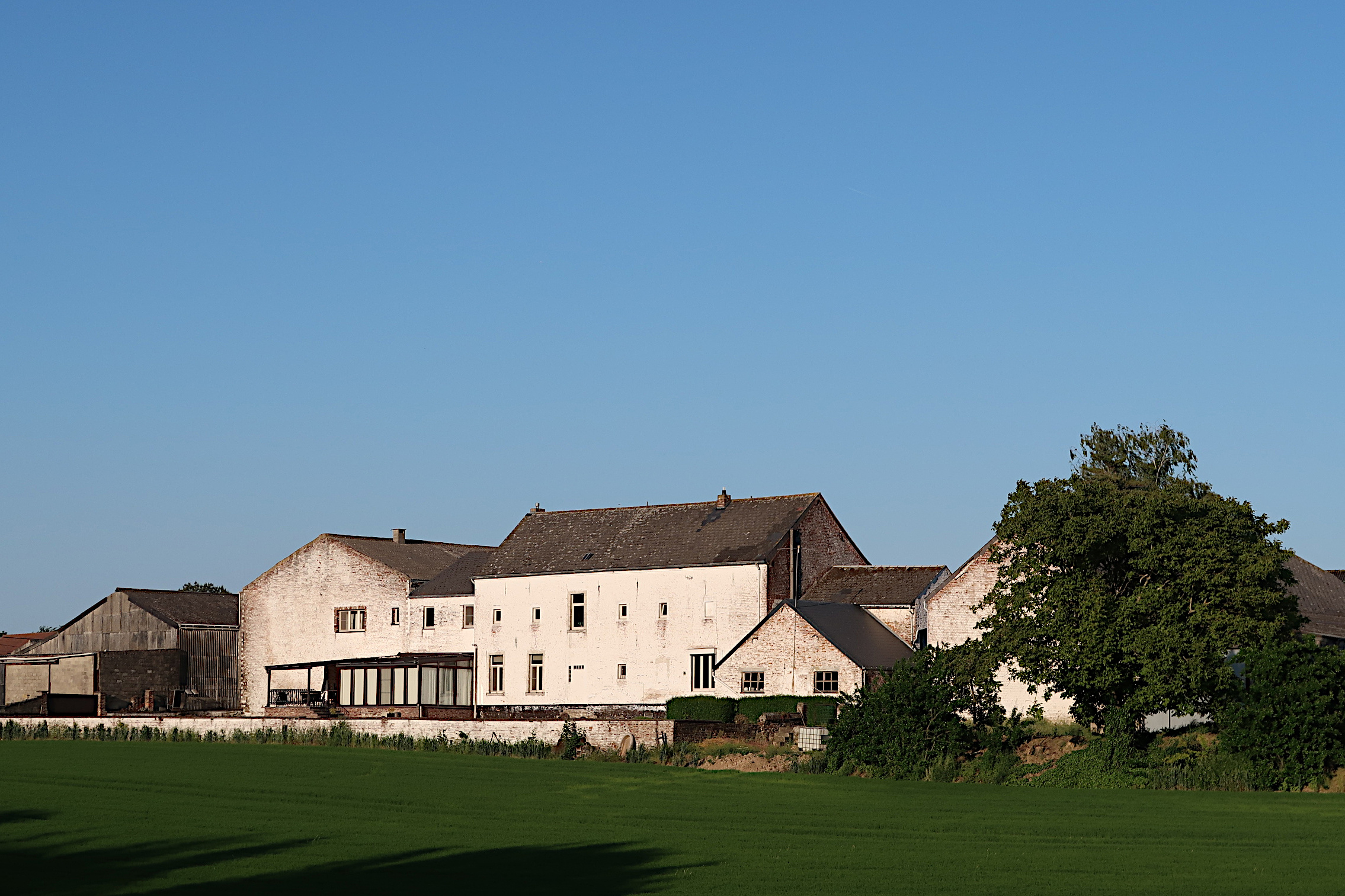
Ferme Boxus.